# Jalapa (Guatemala)
Jalapa è un comune del Guatemala, capoluogo del dipartimento omonimo.